# Balham (Londres)
Balham es un barrio del municipio londinense de Wandsworth, en Inglaterra. Se encuentra a unos 7,2 km (4,5 mi) al sursudoeste de Charing Cross, Londres, Reino Unido. Según el censo de 2011 contaba con una población de 14751 habitantes.